# Quattro pezzi sacri
Las Quattro pezzi sacri, o Cuatro piezas sacras, son trabajos vocales tardíos de  Giuseppe Verdi. Compuestas por separado y con diferentes orígenes y propósitos, fueron publicadas juntas en 1898, y a menudo se ejecutan como un ciclo en esta secuencia: 
- Ave Maria (coro a capela, en latín, compuesto en 1889), también llamada Ave Maria sulla scala enigmatica, por basarse en la escala enigmática.
- Stabat Mater (orquesta y coro, en latín, compuesto entre 1896 y 1897)
- Laudi alla Vergine Maria (coro femenino a capela, en italiano, compuesto entre 1886 y 1888), sobre una oración del canto XXIII del Paraíso de Dante.
- Te Deum (orquesta y coro doble, en latín, compuesto entre 1895 y 1896)

## Historia
Después de acabar su ópera Aida y la Misa de Réquiem, Verdi se retiró de la composición durante años, escribiendo solo composiciones sacras menores, como un Pater Noster y un Ave Maria en 1880. La primera de las Quattro pezzi sacri en cuanto a la fecha de su composición es la conocida como Laudi alla Vergine Maria (aunque Verdi no la tituló así). Fue compuesta mientras estaba trabajando en su penúltima ópera, Otelo, que estrenó en 1887. La segunda fue el Ave Maria. Fue compuesta originalmente en 1889, y revisada para su publicación en 1897. El Te Deum se inició en 1895, dos años después del estreno de su última ópera, Falstaff. La terminó en el verano de 1896. El  Stabat Mater fue la última pieza, y las cuatro fueron enviadas para su publicación a la Casa Ricordi en junio de 1897.

## Bibliogradía
- Izzo, Francesco (2013). «A Tale of Survival: Choral Music in Italy».  En Di Grazia, Donna M., ed. Nineteenth-Century Choral Music. Routledge. p. 318. ISBN 9780415988520.

- Datos: Q1416456